# Hermitage Plaza
 (avril 2017).
Hermitage est un projet au statut incertain de deux tours jumelles de 320 mètres, situées à Courbevoie dans le quartier d'affaires de La Défense (Hauts-de-Seine, France). Avec un coût estimé entre 2,5 et 3 milliards d'euros, la livraison du projet était prévue avant les Jeux olympiques d'été de 2024.
En 2008, à cause d'un désaccord, l'architecte Jacques Ferrier et le groupe immobilier russe Hermitage Immobilier décident de cesser leur collaboration. Le projet est par la suite confié à l'architecte britannique Norman Foster (prix Pritzker 1999 et auteur du bâtiment Cornichon de Londres) qui présente le nouveau programme le 11 mars 2009, durant le MIPIM (Marché international des professionnels de l'immobilier) à Cannes.
Le conseil d’administration de Paris La Défense, réuni le 28 décembre 2021, a décidé à l’unanimité de ne pas approuver le projet de promesse de vente pour la réalisation du projet Hermitage Plaza, mettant ainsi un terme au projet pour l'établissement public. Les permis de construire sont cependant toujours valides et le promoteur souhaite poursuivre le projet. 
Toutefois la situation géopolitique depuis 2022 liée à l'invasion de l'Ukraine par la Russie pourrait aboutir à la non-réalisation définitive de ce projet, le promoteur Emin Iskenderov, étant russe.

## Histoire

### Genèse du projet
Le projet naît au moment du concours pour la tour Signal, un projet porté par l'EPAD — alors présidé par Patrick Devedjian — dans le cadre du plan « Renouveau de la Défense » lancé en 2006 pour rendre au quartier d'affaires de l'ouest parisien son attrait international, durement concurrencé par Londres et par Francfort. Le groupe russe Hermitage décide d'y participer et pour cela s'adjoint les services de l'architecte français Jacques Ferrier qui dessine un projet évoquant la lettre H constitué de deux tours de hauteurs différentes : sur papier la plus grande culmine à 309 mètres (ce qui en aurait fait le plus haut gratte-ciel d'Europe), et les deux sont reliées au niveau du quart de la hauteur de cette dernière. Une passerelle relie les deux tours au niveau du sommet de la plus petite des deux. Le concours Signal est finalement remporté par Jean Nouvel (la tour ne sera pas construite, tout étant abandonné en 2010 pour raisons économiques), mais Hermitage souhaite malgré tout faire construire son projet.
En septembre 2008, à la suite d'un désaccord, Jacques Ferrier et Hermitage mettent un terme à leur collaboration.
Le projet renaît de la collaboration du groupe Hermitage en tant que promoteur–investisseur, de Foster & Partners, l’architecte, et de LERA International, l’ingénieur. Les deux tours Hermitage Plaza s'inscrivent dans le plan « Renouveau de la Défense » (2006-2020). Une première tour, haute de 86 étages, doit accueillir un hôtel, un centre de thalassothérapie et des appartements panoramiques. Une seconde tour, haute de 85 étages, doit abriter des bureaux et des appartements. Elles s'élèveront au-dessus d'un socle aménagé en place publique bordée de magasins.
Un protocole intentionnel, préalable au permis de construire, est signé entre Hermitage et l'EPAD le 19 juin 2010 à Saint-Pétersbourg en présence des présidents russe Dmitri Medvedev et français Nicolas Sarkozy. La livraison est alors prévue pour 2016.
Les tours doivent être construites à l'emplacement de la résidence des Damiers (immeubles Infra, Anjou et Bretagne). La démolition de ces immeubles doit initialement démarrer en 2012, sous condition du relogement des locataires des Damiers. En 2024, les immeubles ne sont pas détruits.

### Des années de bataille juridique
Une quarantaine de riverains de la résidence s'opposent à la construction de ces tours et se sont organisés en association, Vivre à la Défense, ralentissant le début des travaux. Elle mène une bataille juridique contre le propriétaire et dénonce des irrégularités juridiques, par exemple dans certains contrats du propriétaire actuel.
En octobre 2011, à la suite d'une décision de justice, l'Association Syndicale Libre (ASL) qui regroupe les propriétaires et copropriétaires d'immeubles et de terrains du quartier des Saisons — c'est-à-dire les bâtiments amenés à être détruits dans le cadre du projet et les voisins du futurs chantier (tour First, future tour Alto, etc.) — obtient l'interdiction de démolition tant qu'un accord à l'unanimité n'a pas été trouvé.

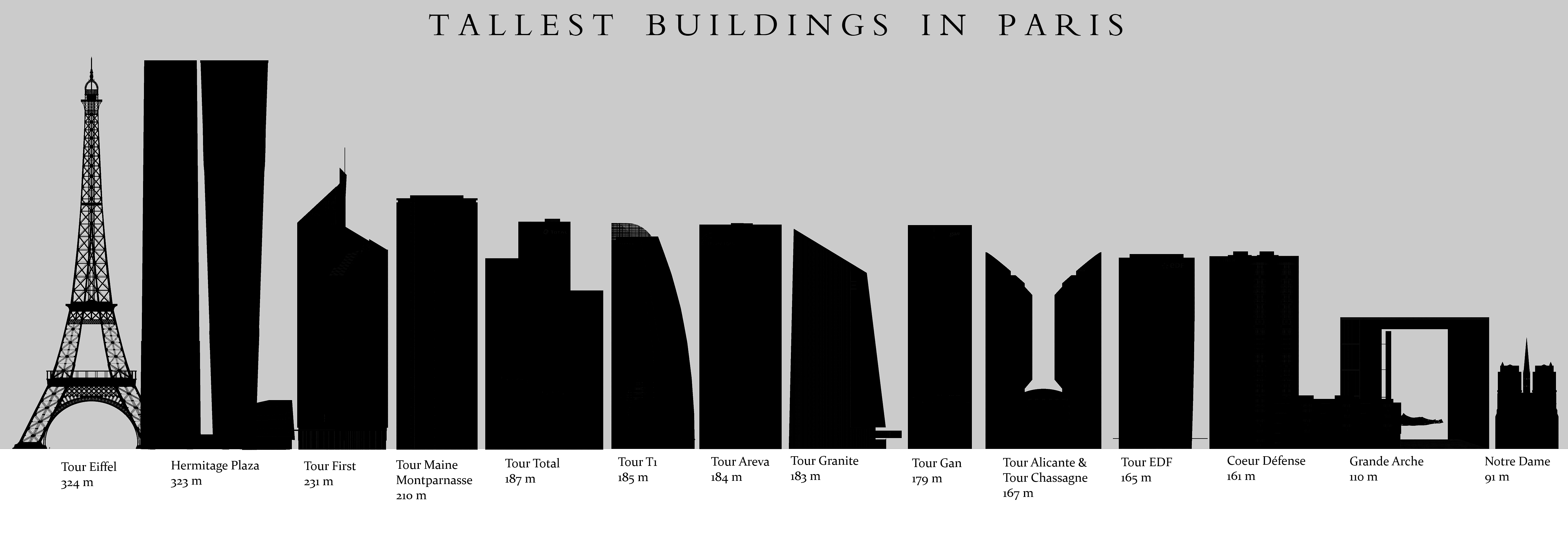
Futur aspect des plus hautes tours de Paris.

Le promoteur Emin Iskenderov a assigné l'association Vivre à la Défense, en raison de harcèlement juridique et du coût né du retard des travaux, qu'il estime à 8 millions d'euros. Il avait proposé 5 000 euros d'indemnité et la prise en charge du déménagement à certains anciens locataires des Damiers (plusieurs ont accepté).
En mars 2013, le salon de coiffure Un look pour tous ferme ses portes, suivi en juillet 2014 par le restaurant Le Sortilège.
À la suite d'un article paru dans Le Canard enchaîné du 10 décembre 2014, le groupe Hermitage réagit et publie un communiqué de presse sur l'état d'avancement du projet, qui confirme implicitement que les travaux de démolition n'ont toujours pas débuté. Le début du chantier est alors programmé pour l'automne 2015, permettant ainsi une livraison du complexe en 2020.
En mai 2015, sur les 250 familles qui devaient être relogées, moins de 20 sont toujours sur place. Emin Iskenderov les accuse de rester afin de « toucher le gros lot » et de vouloir « le chèque de leur vie » et déclare songer à l'expulsion.
Le 24 juin 2015, le tribunal administratif de Cergy-Pontoise déboute, en première instance, tous les recours contre le permis de construire du projet, permettant théoriquement à celui-ci de redémarrer.
Le 13 octobre 2015, Hermitage annonce un accord financier avec Bouygues Bâtiment Île-de-France, la filiale locale de Bouygues Construction, ainsi qu'un « changement de technologie » qui doit diminuer la durée du chantier de 6 ans à 4 ans et demi.
Le 21 octobre 2015, le restaurant Les Feuillantines ferme définitivement ses portes. Il avait perdu la vue sur l'île de la Jatte en avril 2012 à la suite de l'installation de palissades par Hermitage, justifiée par le groupe comme étant nécessaires pour le désamiantage de l'immeuble.
Le 4 avril 2017, le groupe Hermitage publie un communiqué dans lequel il annonce que l'accord à l'unanimité de l'ASL a été obtenu, et le début des travaux de démolition dès 2017.
Le 8 juin 2017, le groupe Hermitage dans son communiqué de presse indique que le chantier commencera à l'automne 2017, ce qu'il confirme le 11 octobre en précisant qu'il s'agira des travaux de désamiantage des immeubles, la livraison du complexe étant elle prévue pour le quatrième trimestre 2023.
Le 9 novembre 2017, l'association Vision Grand Paris, créée en mars 2017 et spécialisée dans les projets architecturaux controversés, annonce sur son site internet soutenir le projet.
Le 13 mars 2018, le groupe russe annonce le calendrier précis des travaux avec de nombreux détails sur les constructions prévues en particulier, sur les 2 tours lors d'une conférence de presse.
Le 10 octobre 2019, dans un communiqué de presse, Emin Iskenderov annonce officiellement le début des travaux préparatoires, tel que le désamiantage des bâtiments d'origine avant leur démolition.

### Établissement public d’aménagement de La Défense
L'établissement public d’aménagement de La Défense refuse en 2018 de renouveler la convention avec le groupe Hermitage, auquel il réclame en justice 30 millions d’impayés. Une controverse sur d'éventuelles menaces de la part de l'adjoint d'Iskenderov, envers l'établissement public surgit en juin 2020.
Le 26 mars 2021, Paris la Défense approuve un protocole transactionnel avec Hermitage, mettant fin aux désaccords contractuels entre les deux parties et définissant un nouveau cadre juridique et un calendrier de signature des promesses de vente et de conclusions des actes de vente. Fin décembre, le conseil d'administration de l'établissement public refuse cependant à l'unanimité de valider le projet de promesse de vente, devant l'absence de garanties financières et techniques suffisantes de la part du promoteur. La société Hermitage conteste ce refus, menaçant l'établissement public de poursuites s'il ne revient pas sur sa décision. Comme indiqué dans l'article de Business Immo publié le 22 février 2024 intitulé "Hermitage Plaza : la saga ne serait pas encore terminée", le Projet Hermitage Plaza est toujours en cours et ses permis de construire sont valables jusqu'en mai 2026.

## Composition
Le programme prévoit des logements ; un hôtel 5 étoiles de 201 chambres ; des restaurants ; des bureaux ; des commerces ; deux auditoriums ; une salle polyvalente de concerts de 1300 places ; une galerie d'art ; deux spas avec piscines.
Répartition de la surface SHON du projet : Logements (dont une résidence étudiante) = 170 000 m2 ; Hôtel = 40 000 m2 ; Bureaux = 40 000 m2 ; Commerces et équipements = 30 000 m2

## Financement
Selon le PDG du Groupe Hermitage, Emine Iskenderov, la construction des tours jumelles est estimée à 2,8 milliards d'euros. Le financement de la construction se répartit comme suit :
- 250 à 300 millions d'euros par le promoteur Hermitage
- 700 millions d'euros d'emprunt aux banques
- 1 milliard d'euros lié à la commercialisation du bâtiment pendant la construction[25].

Le prix de vente estimé par Hermitage est de 12 000 €/m2.
La réalité des possibilités de financement est mise en cause en juin 2020.

## Mise en œuvre du projet
La procédure d'enquêtes publiques est ouverte du 12 septembre 2011 au 12 octobre 2011. Elle précise que les permis de construire vont porter sur :
- d’un immeuble de très grande hauteur (ITGH) de 349 mètres NGF, Hermitage Plaza Sud, immeuble à usage principal d’habitation comprenant des logements, un hôtel et des services associés, d’une surface de plancher de 111 823 m2, situé quai du Président-Paul-Doumer.

- d’un immeuble de très grande hauteur (ITGH) de 349 mètres NGF, Hermitage Plaza Est, immeuble à usage principal d’habitation comprenant des logements, des bureaux et des services associés, d’une surface de plancher de 106 178 m2, situé place Napoléon 1er.

- des bâtiments Hermitage Plaza Ouest, immeubles à usage principal de commerces comprenant commerces, bureaux, galerie d’art, auditorium, logements étudiants et services associés, d’une surface de plancher de 41 211 m2, situés place des Saisons.